# Poljčane
Poljčane (em alemão:  Pöltschach) é um município da Eslovênia. A sede do município fica na localidade de mesmo nome.